# Turucaca
Turucaca (Turrucaca), pleme Talamancan Indijanaca, velika porodica chibchan, naseljeno nekada sjeverno od zaljeva Dulce na sjeverozapadnoj obali Kostarike. Jezično su bili srodni Borucama, i vjerojatno zajedno s plemenima Cocto, Quepo, Burucaca i Abubaes, s njima gube identitet.